# Eliseu da Albânia
Eliseus ou Yegishe foi o primeiro Católico da Igreja da Albânia do Cáucaso pela tradição local.

## Biografia
Ele foi um dos cinco discípulos de Tadeu (ou, de Tadeu de Edessa, que pode ter sido a mesma pessoa). Ele retornou a Jerusalém após o martírio de Tadeu e foi nomeado chefe da Igreja da Albânia do Cáucaso por Tiago, o Justo. Ele começou sua pregação em Chola e depois passou por Otena e Kish de acordo com o historiador armênio Moisés de Dascurã. Uma rota alternativa seria via Otena, Kish, Chola, Akhty, Zrykh, Mukhrek e Gelmets. Ele foi martirizado por pagãos locais na Vila de Kolmank, que está localizada na moderna vila de Gelmets do Daguestão. Suas relíquias foram descobertas por cristãos locais e um pilar foi erguido por Vachagã III (r. 485–523) no local, com as relíquias posteriormente enterradas no Mosteiro de Eliseu, o Apóstolo.